# Jože Plečnik
Jože Plečnik (Liubliana, Imperio austrohúngaro (ahora Eslovenia), 23 de enero de 1872 - ibídem, 7 de enero de 1957) fue un arquitecto esloveno que trabajó en Viena, Belgrado, Praga y Liubliana. 
Considerado el Arquitecto Nacional esloveno, quiso hacer de su arte un instrumento al servicio de la afirmación de la identidad eslovena frente a la cultura germánica dominante en el Imperio austrohúngaro. En 1949 le fue concedido el premio Prešeren.

## Biografía

### Años de estudio
Tras graduarse en una escuela estatal, marchó a estudiar diseño de muebles a la escuela de Artes y Oficios en Graz.
En 1895 se integró en la Academia de Viena y estudió con el famoso arquitecto Otto Wagner. Se graduó en 1898 como el mejor alumno de su clase. En 1898-1899, gracias a una beca pudo viajar por Italia y Francia, admirando a los maestros clásicos y del Renacimiento en París y Roma.

### Arquitecto independiente
Al volver a Viena en 1900 (y hasta 1911) trabajó como arquitecto independiente, completando diversos proyectos como la casa Langer (1900), el bloque de apartamentos Zacherl (1903-05) en el centro de Viena, o la fuente de Carlos Borromeo (1909). Estos primeros proyectos estaban caracterizados por una organización racional y una planificación típica de los diseños de Wagner para edificios de departamentos e infraestructura, además del uso de superficies ricamente decoradas con motivos orgánicos típicos de la Sezession. 
Su iglesia del Santo Espíritu (Viena, 1910-13), en el suburbio vienés de Ottakring, es destacable por el uso innovador del hormigón, tanto en la estructura como en la superficie exterior, y también por su forma de lenguaje abstracto-clásica. Más radical es la cripta de la iglesia, con sus esbeltas y angulares columnas de hormigón, de capiteles y bases cubistas. Con estos trabajos, Plečnik se convirtió en uno de los pioneros de la arquitectura moderna europea.

### Universidad
En 1911 aceptó la plaza como profesor universitario en la Escuela de Artes y Oficios de Praga, donde estuvo diez años (1911-1921), gracias a una invitación de su colega Jan Kotera.
Tras la creación de la Universidad de Liubliana, fue invitado por el arquitecto Ivan Vurnik como profesor en el departamento de arquitectura de la Facultad de Liubliana de Tecnología (1921). Simultáneamente, aceptó la invitación del presidente checoslovaco Masaryk para ser el arquitecto jefe en el proyecto de renovación del castillo de Praga, el famoso Hradčany que domina la ciudad.
Entonces se crearon dos grupos de trabajo, uno en Praga y otro en Liubliana, que trabajaron juntos entre 1920 y 1933. 
En el Hradčany praguense, diseñó ambiciosos jardines, patios, pasajes e interiores, hoy mantenidos. En Praga también erigió la iglesia del Sagrado Corazón (1928-1932) en el barrio de Vinohrady. Y asimismo, por entonces, construyó en Serbia la iglesia de San Antonio de Padua (1929-1932) de Belgrado.

### Liubliana

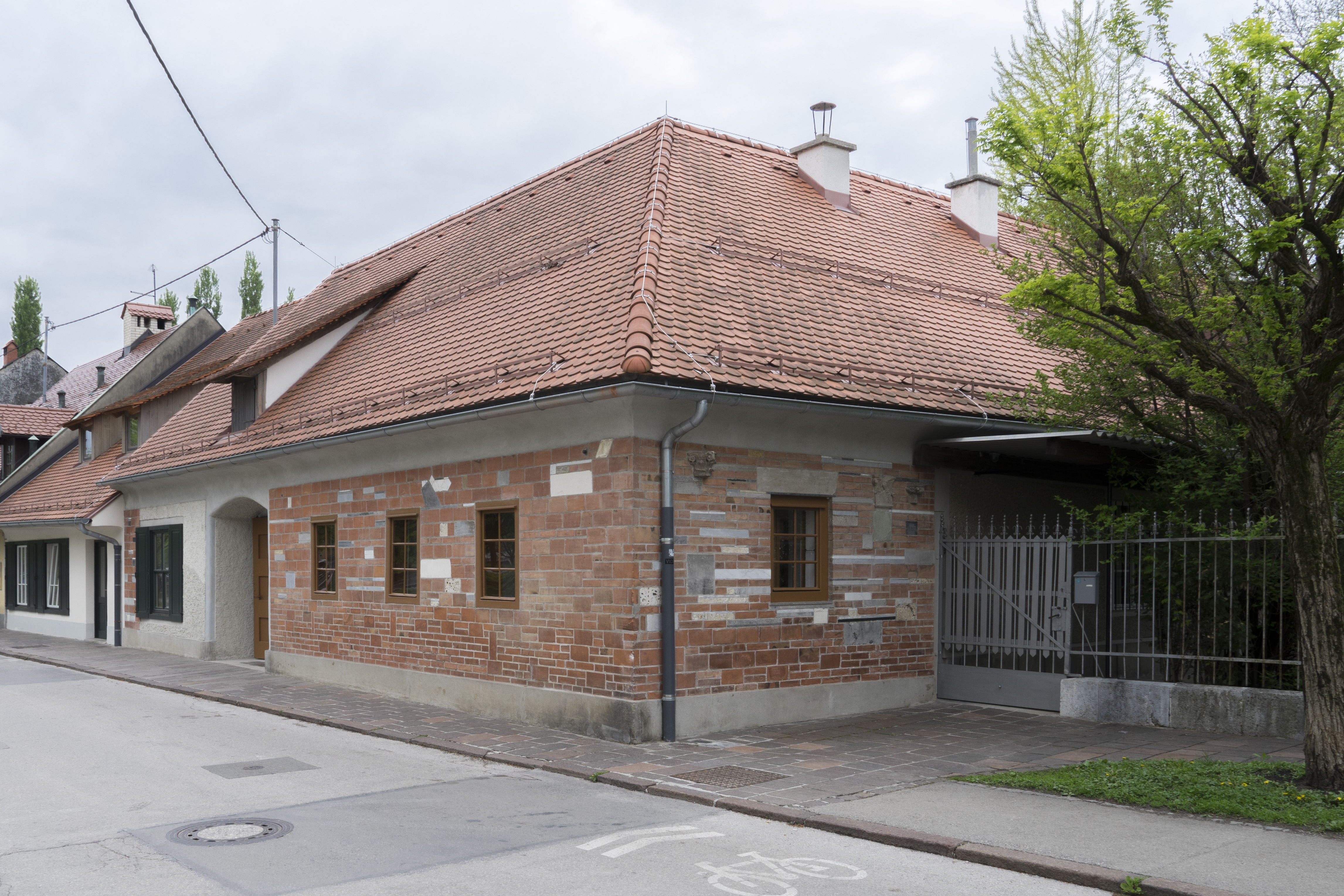
La casa de Plečnik en Liubliana, hoy convertida en museo.

Sus comienzos en Liubliana fueron mucho más modestos. Empezó construyendo su propia casa en Trnovo (1923-1925), que conserva el ambiente y los utensilios usados por el arquitecto en su vida, así como sus archivos. Pero pronto recibió importantes encargos como la Iglesia de San Francisco de Šiška (Župnijska cerkev sv. Frančisčka v Šiški) (1925-1930). 
Para la ciudad creó un diseño de calles y canales, en los que introdujo numerosos elementos primarios: pequeñas columnas, faroles, bancos, vegetación, puentes y plazas. Quería transformar Liubliana en una nueva Atenas, la nueva capital cultural de la nación eslovena, y trató de renovar las formas históricas metafóricamente para recrear el repertorio ateniense. 
Destacan además el mercado, que es un complejo urbano a la derecha del río Ljubljanica, con una monumental columnata que llega hasta el puente de los dragones; y también la Biblioteca Nacional y Universitaria, que es punto culminante de su arquitectura; sin olvidar el famoso Cementerio de Žale, según planos anteriores a la Segunda Guerra, cuya entrada es un impresionante portal con una columnata que simbólicamente separa el espacio de los vivos del de los muertos.
Destacan
- Plaza de Levstik (1927) arreglo.
- Puente de los zapateros (1931), construcción.
- Puente triple (1932), que añaden dos laterales al viejo puente Spital, retocado, formando tres pasos de entrada al centro (1932).
- El castillo de Liubliana (Ljubljanski grad) y la Acrópolis (1932-incompleto, solo realizó la renovación de la fortificación Šance, 1934).
- El Cementerio central de Žale (Poslovitveni kompleks Plečnikove Žale) y la Necrópolis (1937-1940).
- La Biblioteca Nacional y Universitaria (Narodna in Univerzitetna knjižnica) y la Biblioteca helenística (1936-1941).
- La plaza del Congreso y el Ágora (1927).
- El mercado (Tržnice) 1939-40) y el stoa (1940-1944).
- El estadio de las Águilas (Centralni Stadion za Bežigradom) y el estadio de Atenas (1925-1941).

## Difusión
En los años ochenta del siglo XX fue Plečnik un verdadero descubrimiento para Europa y el resto del mundo, por su calidad y originalidad. En 1986 el Centro Pompidou organizó con Liubliana una exposición retrospectiva de Plečnik, que estuvo en París y Liubliana; y luego, parcialmente, en Madrid, Viena, Múnich, Karlsruhe, Milán, Venecia, Nueva York y Washington. Hoy está —como colección permanente— en el castillo de Fuzine y en el Museo de Arquitectura de Liubliana.
- Portal:Arquitectura. Contenido relacionado con Arquitectura.

## El legado de Plečnik en Liubliana

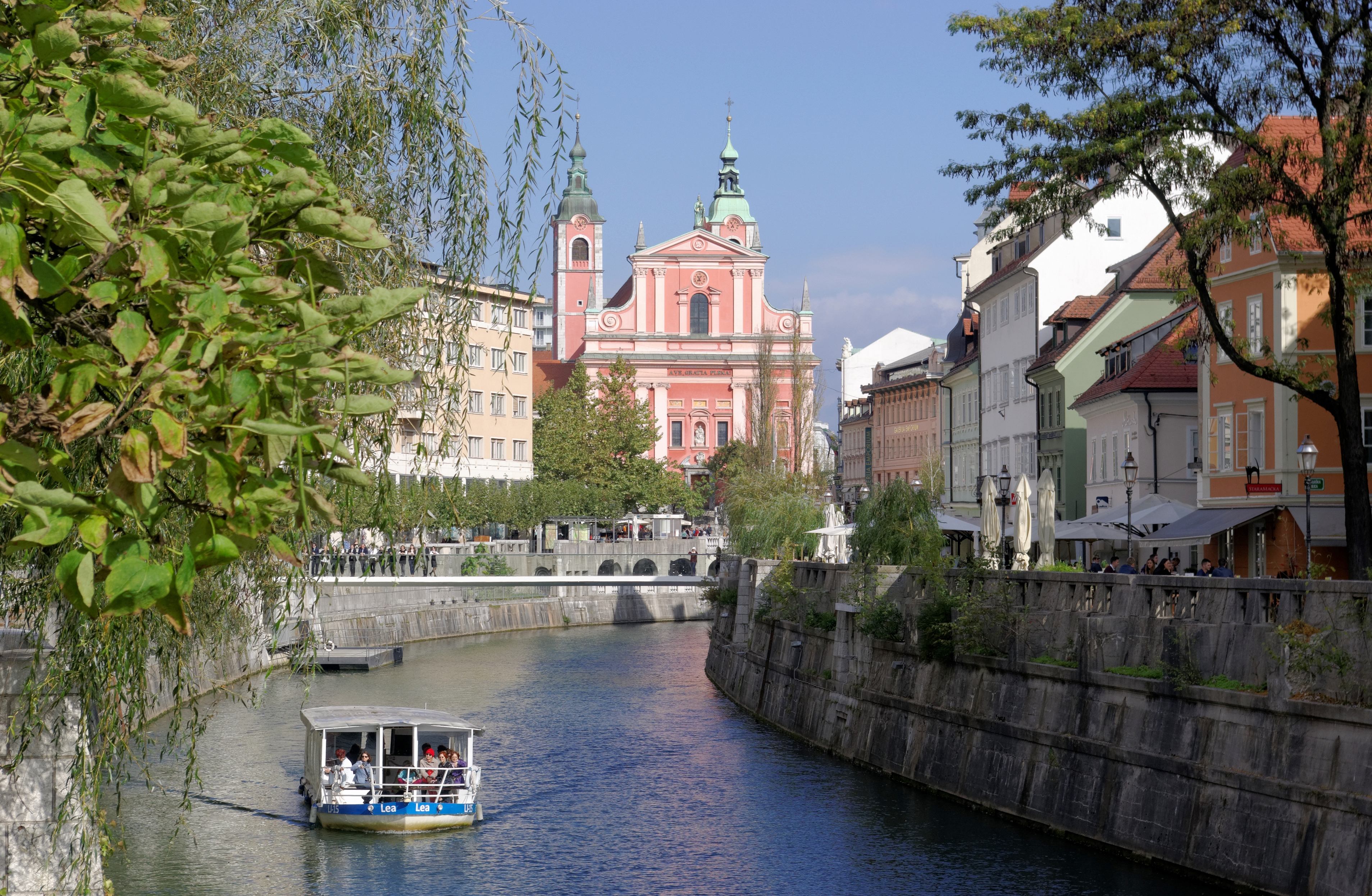
El río Ljubljanica que atraviesa la capital eslovena.

Plečnik impuso en el período de entreguerras su estilo personal en la arquitectura de Liubliana para transformarla en una capital con un toque moderno sin perder la identidad local ni la huella histórica y medieval. En la actualidad, la ciudad es frecuentemente mencionada como "la Liubliana de Plečnik".
Antes de reformar el mercado central de la Plaza Vieja (Stari trg) y el Puente Triple (Tromostovje), diseñar la Biblioteca Nacional y Universitaria, la Iglesia de San Francisco frente a la plaza Preseren, la iglesia de San Miguel, el cementerio Žale, el teatro al aire libre Križanke y de sus trabajos en distintos puentes y plazas, entre otros, Plečnik planteó una reurbanización integral de la ciudad en torno al río Ljubljanica.
Plečnik entendió al río como epicentro de la ciudad y así lo plasmó en su plan maestro 1926-1928. Encabezó el proyecto de canalización del Ljubljanica retomando la idea del arquitecto vienés Alfred Keller, lo dotó de compuertas hidráulicas, diseñó paseos en las riberas que también intervino con mobiliario urbano, esculturas y arboledas.
También instaló senderos amplios a orillas del río Gradaščica, afluente del Ljubljanica, además de escalonar el tramo superior de este último (en los muelles Spica) para producir una terraza pública con vista al río, dando inicio al paseo de la ribera urbana en la zona del centro histórico.